# Aconcagua
Aconcagua (6961 m n. m.) je hora nalézající se v západní části Argentiny a jedná se o nejvyšší horu Ameriky. Zároveň je také nejvyšší horou západní a jižní polokoule a nejvyšší horou mimo Asii. Aconcagua převyšuje okolní štíty až o 1000 m. Hora a její okolí je součástí Přírodního parku Aconcagua. Na úbočích hory se nachází několik ledovců, nejvýznamnějšími jsou Polský ledovec na severovýchodě a Anglický ledovec na východě.

## Historie

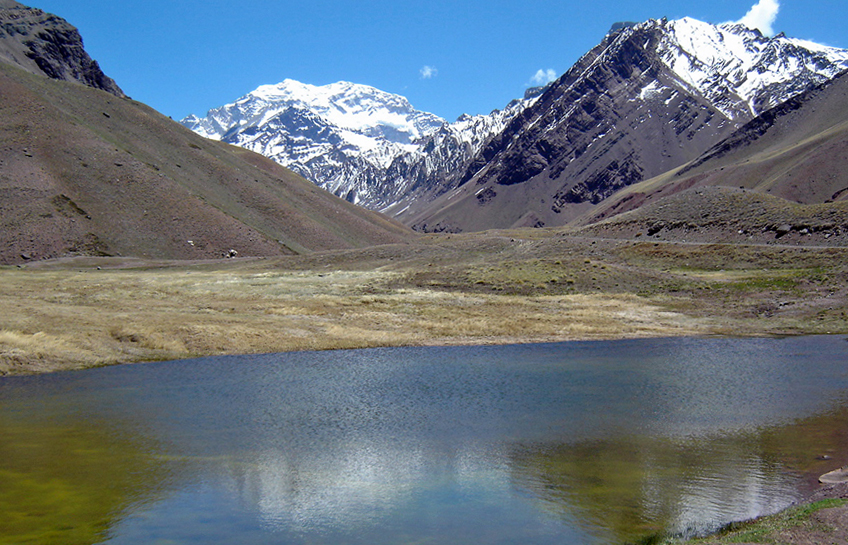
Aconcagua od jihu

V jazyce Inků se nazývala Anco-cahuac. Tento název v kečuánštině znamená Bílá stráž. To, že Inkové vystoupili na vrchol jako první, dokázáno není, ale nesporně se dostali do velké výšky. Na jiných vrcholech And byly nalezeny jejich stopy a to i ve výškách přes 6000 m.
Prvním Evropanem, jenž prozkoumal okolí Aconcaguy byl generál José de San Martín se svou obrovskou armádou o 53 000 vojácích, 10 600 mulách a 1600 koních. V r. 1817 se dostal přes masiv And právě v této oblasti. Charles Darwin uviděl Acocanguu v roce 1832. Jako první Evropan se pokusil vylézt na vrchol Paul Gussfeldt (jeden z nejznámějších horolezců Německa tehdejší doby), který se v roce 1883 dostal do výšky 6560 m. První kdo dosáhl samotného vrcholu hory byl horský vůdce ze Švýcarska Mathias Zurbriggen v roce 1897. Další dva členové expedice vystoupili na vrchol několik dní poté.

## Poloha
Aconcagua leží v Argentině v pohoří Andy poblíž hranic s Chile a je ohraničena údolími de las Vacas a de los Horcones Inferior. Hora se nachází v Andesově horském pásmu, v argentinské provincii Mendoza. Vrchol leží asi 5 km od provincie San Juan a 15 km od státní hranice s Chile. Město Mendoza leží 112 km jihovýchodně od Aconcaguy. Je jednou z hor tzv. skupiny Seven Summits (Sedm vrcholů). Zeměpisné souřadnice vrcholu jsou −32.653276,−70.010812.

## Geologie
Hora byla vytvořená podsunutím (subdukcí) desky Nazca pod jihoamerickou desku během geologicky nedávné Andeanské orogeneze. Aconcagua není vulkán.

## Výstup na vrchol

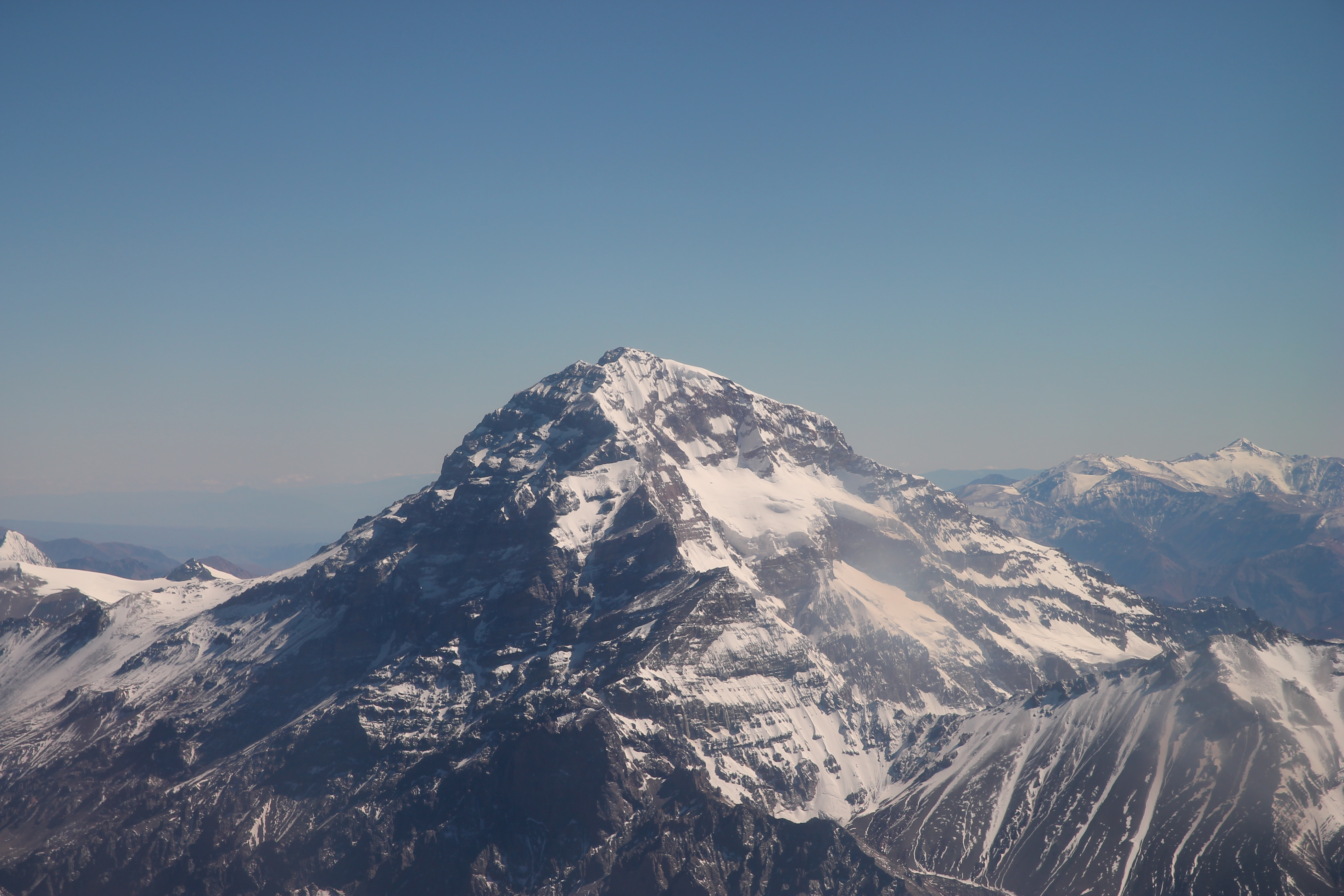
Aconcagua z dopravního letadla

K výstupu na horu je třeba mít povolení, jehož cena je v současné době 700 USD. Vrcholu se ročně pokouší dosáhnout kolem 3500 lidí.

Normální trasa – Velká část výstupu vede sutěmi. Na cestě obvykle nejsou žádná sněhová pole, ale v některých úsecích je nutností vybavení na ledovec (mačky, cepín), kvůli umrzlému terénu apod. Normálka prochází dolinou Horcones na Plaza de Mulas (4200 m), výstup vede po severozápadním hřebeni a míjí výškové tábory Nido des Condores (4877 m), Berlin (5950 m) a Independencia (6546 m, bývalá nejvýše položená chata na světě, dnes v ruinách). Aconcagua je při výstupu ze severu po Normální cestě technicky poměrně snadnou horou. Není třeba nějakého skutečně náročného lezení, obtíží je nízký atmosférický tlak ve velké nadmořské výšce, hodnoty tlaku vzduchu jsou přibližně o 40 % nižší oproti tlaku na hladině moře. 

Polská cesta – vede údolím Vacas do tábora Plaza Argentina umístěném východně od hory. Další postup je stoupání Polským ledovcem z východní strany až na severní žebro nacházející se pod táborem Independencia. Další pokračování Polské cesty je stejné jako u „normálky“. Náročnější výstup než normální trasa, přesto je schůdná i zdatnými a zkušenými vysokohorskými turisty. 

Jižní stěna – Jižní stěnou vede několik horolezeckých tras. Všechny varianty jsou náročným lezením ve skále či velmi strmém ledu. Prvovýstup jižní stěnou uskutečnili v r. 1954 Francouzi (Paragot, Poulet, Dagory, Berandini, Lesseur a Denis).

### Rekord
Většina lezců využívá při výstupu tři výškové tábory a výstup jim trvá více dní.
Rekord v nejrychlejším výstupu na Aconcaguu po normální trase se povedl Čechovi Martinu Zhořovi 27. prosince 2019. Nejrychlejšího času 3 hodiny 38 minut a 17 sekund dosáhl při třetím výstupu během deseti dní. Předchozí rekord italského týmu ve složení Brunod, Meraldi, Pellissier z roku 2000 vylepšil o 2 minuty a 3 sekundy.
Více už píše ve své zprávě Zhoř:
V rozmezí tří týdnů, na které jsem měl povolení, jsem na vrchol vystoupil celkem třikrát. Poprvé v rámci aklimatizace 17. prosince ze základního tábora Plaza Aconcagua přes „cestu 360“. Druhý pokus jsem běžel již z jiného basecampu – Plaza de Mulas v termínu 23. prosince v čase 4 hodiny 38 minut, ačkoliv byl pro mě pobyt v takové nadmořské výšce první zkušeností.

Lezení na vrchol Aconcagui přes normální cestu není technicky obtížný. Největší výzvou je nadmořská výška, nízké teploty a silný vítr. Běžným vybavením jsou těžké himálajské boty a péřové oblečení. Vzhledem k mému cíli pohybovat se rychle, jsem použil pouze běžecké boty a lehké softshellové oblečení!

Svůj třetí pokus jsem začal 27. prosince 2019 v základním táboře Plaza de Mulas (4300 m) u oficiálního začátku startu pro takové pokusy – kanceláře ochránců parku. V rámci tohoto pokusu jsem zdolal dosavadní rekord. S časem 3 hodiny 38 minut a 17 sekund jsem původní nejrychlejší čas zlepšil o 2 minuty a 3 sekundy, který do té doby držel italský tým Brunod, Meraldi, Pellissier od 15. prosince 2000.
Martin Zhoř

## Klima

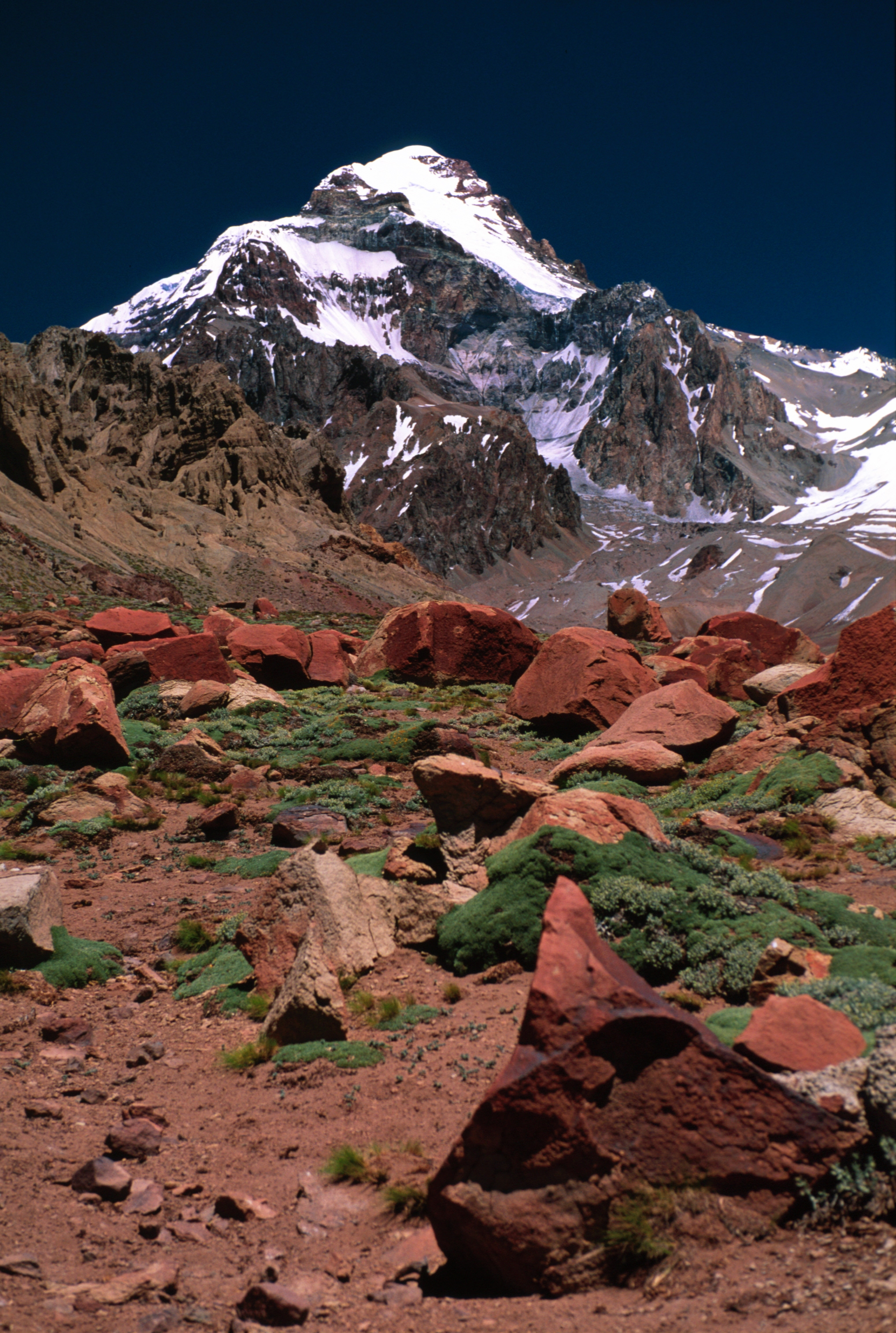
Vrchol ze základního tábora

Všeobecně je udáváno, že se Aconcagua klimaticky vyrovnává nižším osmitisícovkám v Himálaji. Mimořádné objektivní nebezpečí představuje velmi silný studený vítr, dosahující někdy rychlosti až 200 km/h (takzvaný Viento Blanco). Z bezvětří a relativního klidu se může počasí otočit během několika hodin.
Viento Blanco je úkaz známý právě z Aconcaguy. V Tichém oceánu se vypařuje velká vodní masa a sráží se nad Aconcaguou s horkým vzduchem z pamp, z druhé strany masivu And. Jedná se o podobný princip jako u tornáda, kterému se Viento Blanco podobá. Mračna se hromadí kolem vrcholu a začnou rotovat obrovskou rychlostí (až 200 km/h) a dále na sebe natahují další oblačnost. Tento větrný vír, ve kterém zároveň prudce klesá teplota, může trvat hodiny ale i dny.

## Odkaz v kultuře
- Aconcagua je zmíněna ve vědeckofantastickém románu Roberta A. Heinleina Měsíc je drsná milenka.[4]